# 26266 Andrewmerrill
26266 Andrewmerrill è un asteroide della fascia principale. Scoperto nel 1998, presenta un'orbita caratterizzata da un semiasse maggiore pari a 2,4278492 UA e da un'eccentricità di 0,0801670, inclinata di 6,14154° rispetto all'eclittica.